# IC 4383
IC 4383 est une galaxie spirale intermédiaire (barrée ?) située dans la constellation du Bouvier. Sa vitesse par rapport au fond diffus cosmologique est de 5 468 ± 17 km/s, ce qui correspond à une distance de Hubble de 80,7 ± 5,7 Mpc (∼263 millions d'al). Elle a été découverte par l'astronome français Guillaume Bigourdan en 1899.
IC 4383 présente une large raie HI.

## Groupe de NGC 5504

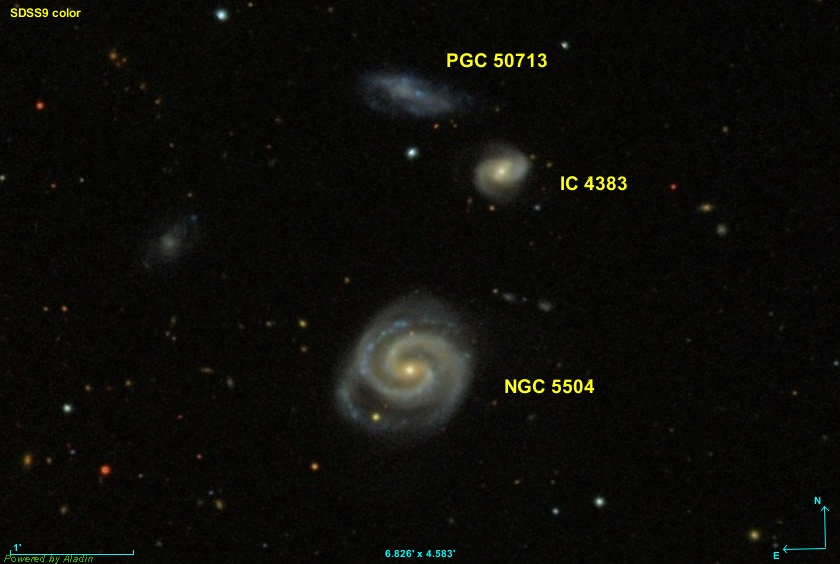
Deux galaxies dans la même région du ciel que NGC 5504.

Les galaxies NGC 5504 et PGC 50713 sont situées dans la même région du ciel que IC 4383 et leur vitesse radiale respectivement égale à (5244 ± 1) km/s et à (5249 ± 6) km/s les place à peu près à la même distance qu'IC 4383. Ces trois galaxies forment donc un triplet de galaxies qui est désigné comme WBL 494 dans l'article de White et all. publié en 1999. NGC 5504 est la galaxie la plus brillante des trois.
IC 4383 est aussi désigné comme NGC 5504B, et comme WBL 494-001 par la base de données NASA/IPAC alors que PGC 50713 est désigné comme NGC 5504C, et comme WBL 494-003.